# 니어: 오토마타
니어: 오토마타(NieR: Automata, 일본어: ニーア オートマタ 니아 오토마타[*])는 플레이스테이션 4 및 마이크로소프트 윈도우 전용으로 플래티넘게임즈가 개발하고 스퀘어 에닉스가 배포하는 액션 롤플레잉 비디오 게임이다. 2017년 2월 일본에 먼저 발매되고 그 다음 달 전세계적으로 발매되었다. 니어: 오토마타는 2010년 게임 니어: 레플리칸트의 후속작이며 드래그 온 드라군 시리즈의 스핀 오프작이다. 외계 침입자가 만든 기계와 살아남은 인류간의 대리 전쟁 속에서, 이 게임의 스토리는 젊은 여성의 모습으로 등장하는 전투 안드로이드와 그녀의 동료 그리고 탈주자 프로토타입 로봇의 전투로 구성되었다. 이 작품의 게임플레이는 전작 니어: 레플리칸트와 비슷하게 액션 기반의 전투와 여러 장르가 혼합된 롤 플레잉 요소가 결합되어 있다.
2014년, 이전작에 참여한 제작진이 그대로 투입되어 시리즈 제작자 요코 타로, 프로듀서 사이토 요스케, 작곡가 오카베 케이이치와 호아시 케이고로 제작팀이 구성되어 제작이 시작되었으며 스퀘어 에닉스의
아티스트 요시다 아키히코도 캐릭터 디자인에 참여했다. 이 작품의 주제는 요코 타로의 전작과 비슷한 인간의 살의 충동을 다루는 한편 편견에 맞서는 것과 어려운 상황으로부터 탈출하는 내용 또한 포함된다. 이 게임의 제작에 있어 목표는 NieR 게임을 원래 정신에 알맞게 만드는 동시에 더 나은 전투 시스템을 만드는 것이였다. 이러한 게임 플레이와 오픈 월드 환경을 만드는 등 이전에 개발하지 못한 새로운 프로젝트를 만들어 보는 플래티넘 게임즈 제작 스태프들은 게임 제작에 있어 여러 가지 여러운 문제에 직면했었다.
발매 이후, 니어: 오토마타는 평론가들로부터 게임의 비주얼이나 기술적 문제점이 비판을 받는 한편 게임의 내러티브, 캐릭터, 테마적 깊이, 배경 음악, 전투 시스템, 여러 게임플레이 장르의 혼합, 그리고 비디오 게임으로서의 스토리텔링 방식에 대해 큰 호평을 받으며 니어시리즈 중 최고의 게임으로 평가받았다.

## 평가
| 통합 점수      | 통합 점수                |
| 통합사         | 점수                     |
| -------------- | ------------------------ |
| 메타크리틱     | (PS4) 88/100 (PC) 84/100 |
| 평론 점수      |                          |
| 평론사         | 점수                     |
| 디스트럭토이드 | 9/10                     |
| EGM            | 8.5/10                   |
| 패미츠         | 39/40                    |
| 게임 인포머    | 7.75/10                  |
| 게임 레볼루션  | [ 7 ]                    |
| 게임스팟       | 9/10                     |
| 게임스레이더+  | [ 9 ]                    |
| IGN            | 8.9/10                   |
| PC 게이머 (US) | 79/100                   |
| 폴리곤         | 8/10                     |
| VideoGamer.com | 9/10                     |

| 수상                 | 수상             |
| 평론사               | 수상             |
| -------------------- | ---------------- |
| The Game Awards 2017 | Best Score/Music |